# Perzów
Perzów (niem. Perschau) – wieś w Polsce położona w województwie wielkopolskim, w powiecie kępińskim, siedziba gminy Perzów.
Częścią miejscowości jest Nieprosin.
W miejscowości jest przystanek kolejowy Perzów.
W latach 1954–1973 wieś była siedzibą gromady Perzów, po reformie gminy Perzów.
W latach 1975–1998 miejscowość administracyjnie należała do województwa kaliskiego.